# Poecilasthena
Poecilasthena is een geslacht van vlinders van de familie spanners (Geometridae), uit de onderfamilie Larentiinae.

## Soorten
- P. aedaea Turner, 1926
- P. anthodes Meyrick, 1891
- P. balioloma Turner, 1907
- P. burmensis Prout, 1926
- P. cisseres Turner, 1933
- P. character Prout, 1932
- P. dimorpha Holloway, 1979
- P. euphylla Meyrick, 1891
- P. fragilis Turner, 1942
- P. glaucosa Lucas, 1888
- P. inhaesa Prout, 1934
- P. leucydra Prout, 1934
- P. limnaea Prout, 1926
- P. nubivaga Prout, 1932
- P. panapala Turner, 1923
- P. paucilinea Warren, 1906
- P. phaeodryas Turner, 1931
- P. pisicolor Turner, 1942
- P. prouti West, 1929
- P. pulchraria Doubleday, 1843
- P. scoliota Meyrick, 1891
- P. schistaria Walker, 1861
- P. sthenommata Turner, 1922
- P. subpurpureata Walker, 1863
- P. thalassias Meyrick, 1891
- P. urarcha Meyrick, 1891
- P. xylocyma Meyrick, 1891